# 바벨스베르크궁

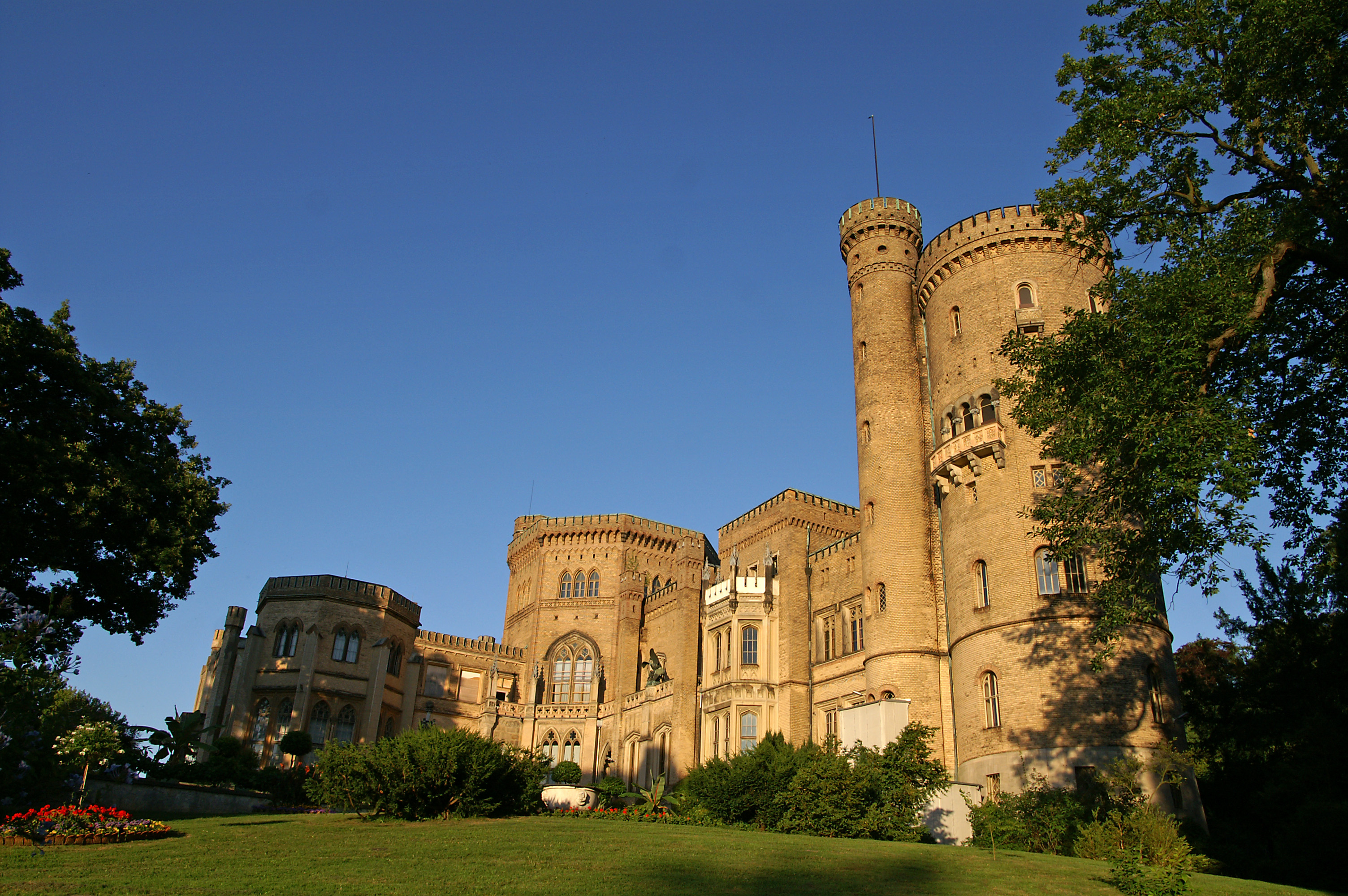
바벨스베르크 궁전

바벨스베르크 궁전(독일어: Schloss Babelsberg)은 독일 포츠담에 위치한 궁전이다.

## 같이 보기
- 포츠담과 베를린의 궁전과 공원